# Kendi
Der Kendi (Plural: Kendis) ist eine in Südostasien, Südasien und Ostasien seit alters her weit verbreitete Gefäßform, die sowohl zu sakralen als auch zu profanen Zwecken diente und dient. Historischer Vorläufer des Kendis war vermutlich die Kundika (Plural: Kundikas). Die originäre Herkunft des Kendi und der Kundika ist räumlich und zeitlich ungesichert.

## Definition und Aussehen

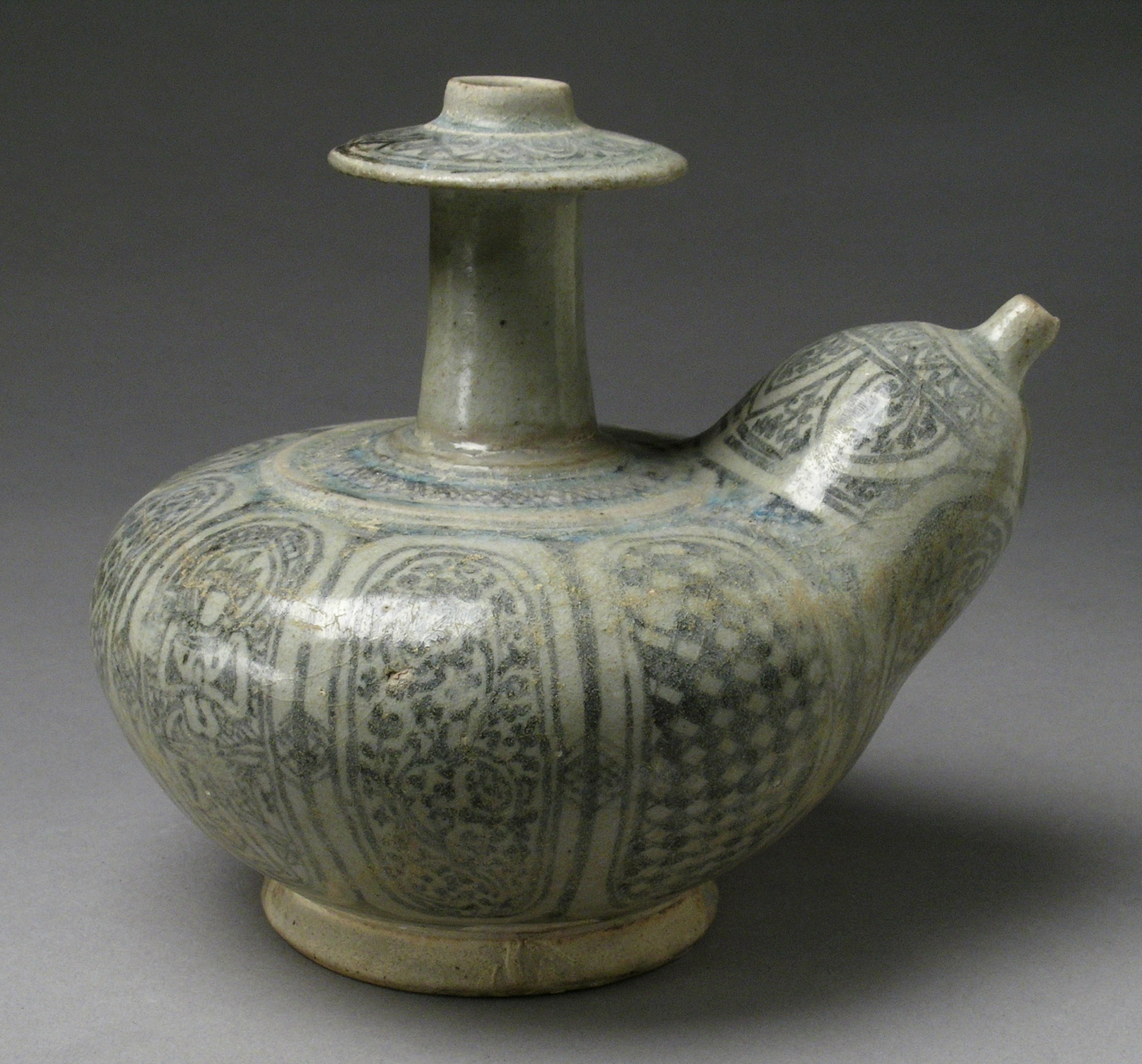
Kendi aus Sawankhalok-Ware,
Thailand, 16. Jahrhundert,
Los Angeles County Museum of Art

Der Kendi kann definiert werden als ein Gefäß mit einem auf einen flachen Standfuß aufgesetzten rundlichen Körper, dessen langgezogener Hals eine Mundöffnung mit flanschartiger Manschette zum Schutz vor herabrinnender Flüssigkeit besitzt und an dessen Schulter sich ein schnabelförmiger Ausguss befindet. Bedingt durch die zwei Öffnungen und deren Formgebung kann der Kendi als Ausguss- oder als Trinkgefäß benutzt werden.
Kendis wurden aus Edelmetallen (Bronze, Silber und Gold) und aus Keramik hergestellt. Obschon bei relativ frühen Keramikproduktionen Kendis aus Terracotta, Irdenware und ähnlichen, porösen Keramikgattungen vorkamen, setzten sich im Laufe der Jahrhunderte hartgebranntes, glasiertes Steinzeug und Porzellan wegen ihrer Wasserundurchlässigkeit als dominierende Waren durch.

## Darstellung und Verwendung
Frühe Darstellungen von Kendis finden sich unter anderem aus dem 9. Jahrhundert auf den Reliefs des Tempels von Borobodur auf Java und aus dem späten 12./frühen 13. Jahrhundert auf den Reliefs von Angkor Wat in Kambodscha. Auf diesen Bildern wird der Kendi im Hinduismus oft als Attribut der Gottheiten Brahma und Shiva, im Buddhismus als Attribut der Bodhisattvas Avalokiteshvara und Maitreya dargestellt. Historisch fanden Kendis Verwendung bei den Krönungszeremonien südostasiatischer Könige, indem sie diesen als Ausgussbehälter für heiliges Wasser zur rituellen Reinigung dienten. Aus Vietnam, Indonesien und von den Philippinen liegen überdies archäologische Befunde vor, bei denen Kendis als Grabbeigaben dienten.
Während die sakralen Verwendungen naturgemäß in den bildlichen Darstellungen überwiegen, dürfte demgegenüber die Mehrzahl der produzierten Kendis hauptsächlich zu profanen Zwecken hergestellt worden sein. Hierbei finden sie entweder als Trinkgefäße oder als Dekorationsaccessoires Verwendung. Als Trinkgefäß kann der Kendi von mehreren Personen gemeinsam benutzt werden, ohne dass die Münder mit dem Gefäß in direkten Kontakt kommen, was ein hygienischeres gemeinschaftliches Trinken ermöglicht (in seiner praktischen Anwendung ist er diesbezüglich durchaus mit der spanischen Bota vergleichbar).

## Herkunft, Entwicklung und Verbreitung
Das Wort Kendi ist malaiisch und leitet sich von dem Sanskrit-Wort Kundi (= „Ausgussgefäß“) ab, das später zu Kundika diminuiert wurde. Diese Kundika (siehe weiter unten) wird gemeinhin als Prototyp des Kendis betrachtet, der sich vor rund 2000 Jahren – mit dem Beginn eines funktionierenden innerasiatischen Seefernhandels zwischen Indien und China – vom Subkontinent her allmählich nach Südost- und Ostasien verbreitet habe. Hierbei könnten die den Handelsschiffen für notwendige logistische Zwischenstopps dienenden großen Deltagebiete des Irrawaddy im Königreich Sri Ksetra, des Mae Nam Chao Phraya im Bereich der Dvaravati-Kultur und des Mekong im Reich von Funan als Weiterverteilungszentren fungiert haben. Allmählich verbreitete sich zunächst die Kundika, ab dem Ende des ersten Jahrtausends christlicher Zeitrechnung der Kendi als dominante Form über ganz Asien. Auch im europäischen Raum gelangte er durch die Importe der Niederländischen Ostindien-Kompanie ab dem späten 16./frühen 17. Jahrhundert zu einer gewissen Bekanntheit. Der Kendi wurde in den Delfter Keramimanufakturen kopiert und von niederländischen und deutschen Malern in Stillleben abgebildet.

Kendis verschiedener Länder, Zeiten und Keramikgattungen
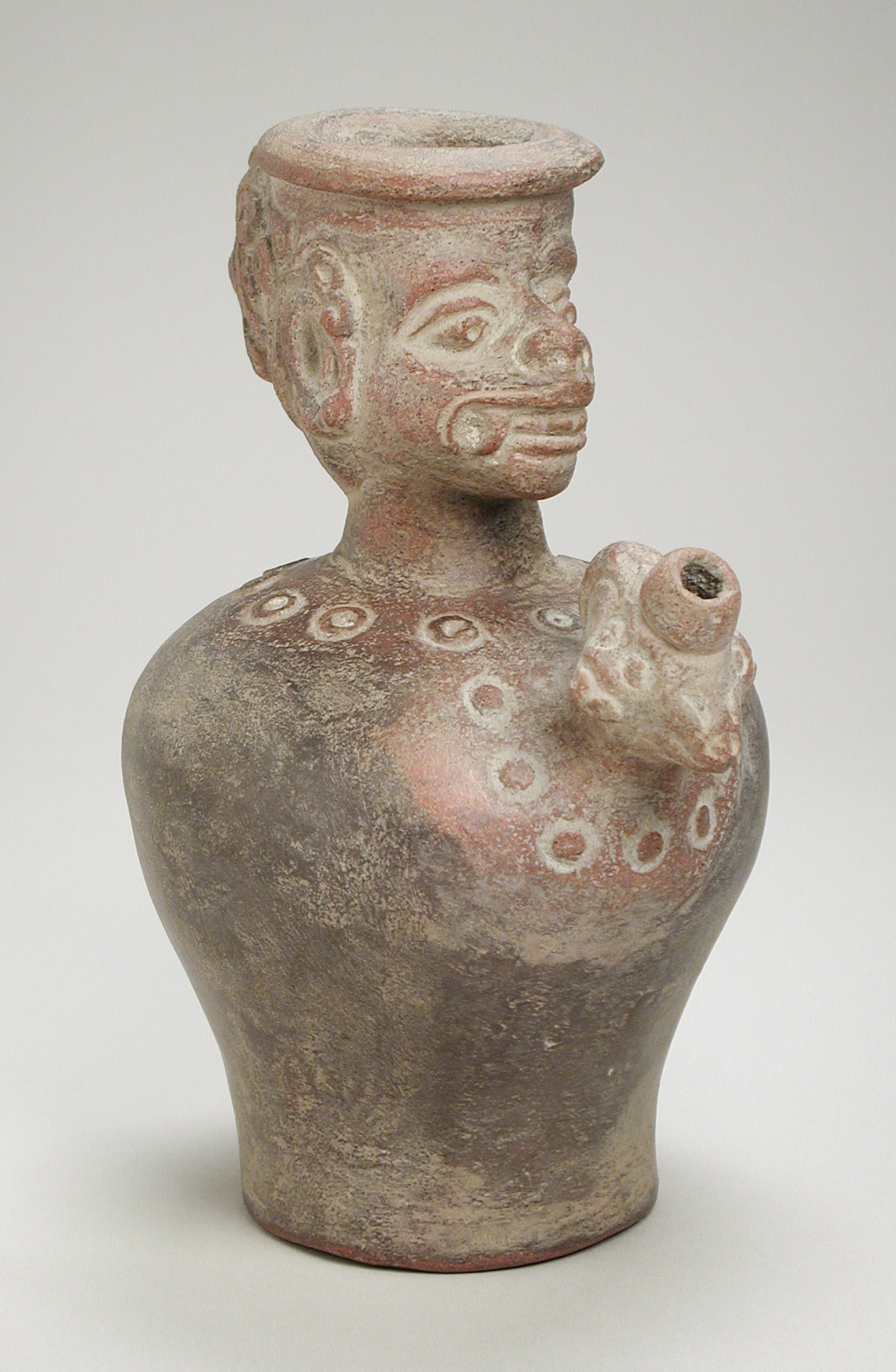
Java, Terracotta, 14. Jahrhundert, Los Angeles County Museum of Art
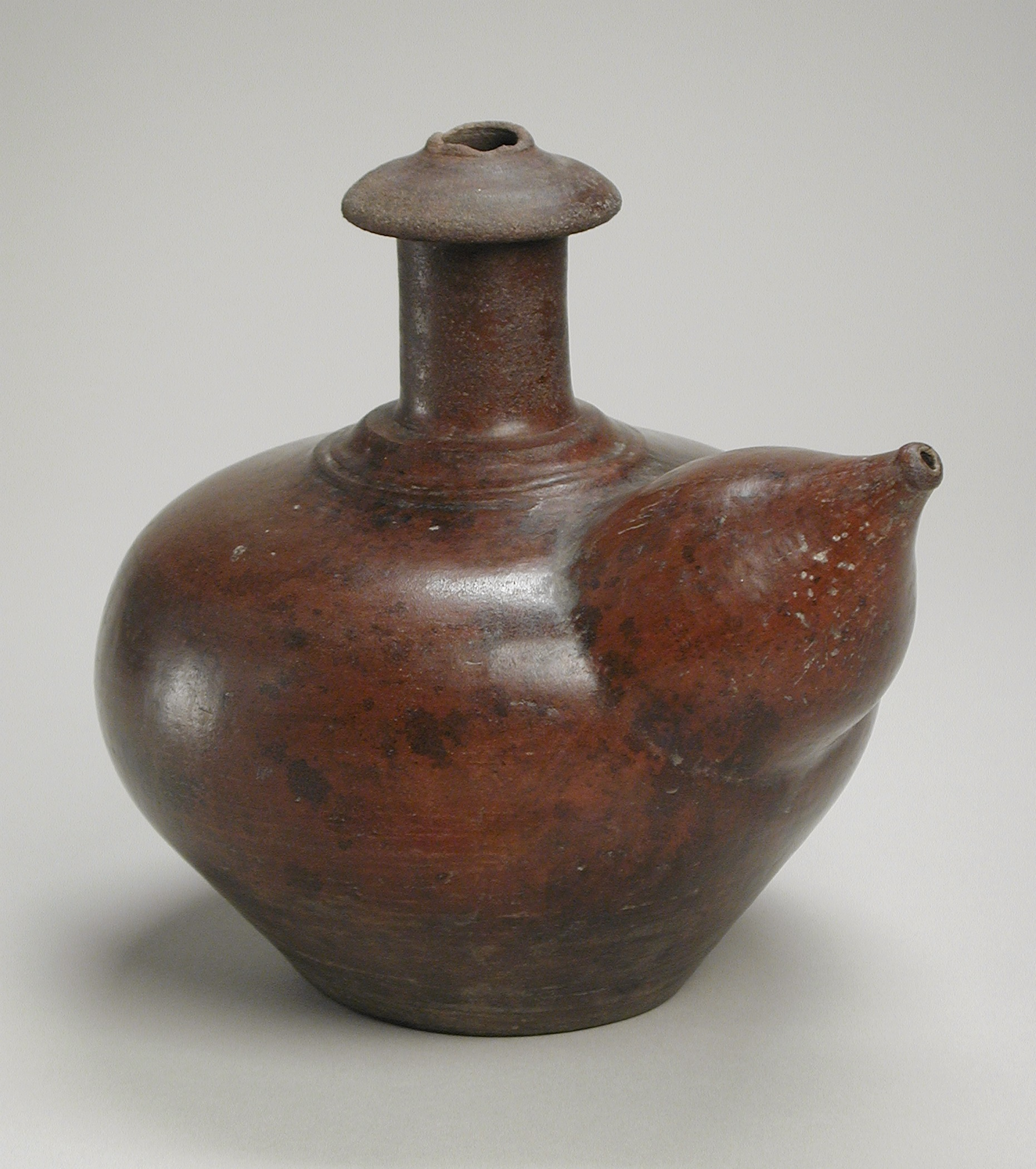
Java, Terracotta, 14. bis 15. Jahrhundert, Los Angeles County Museum of Art
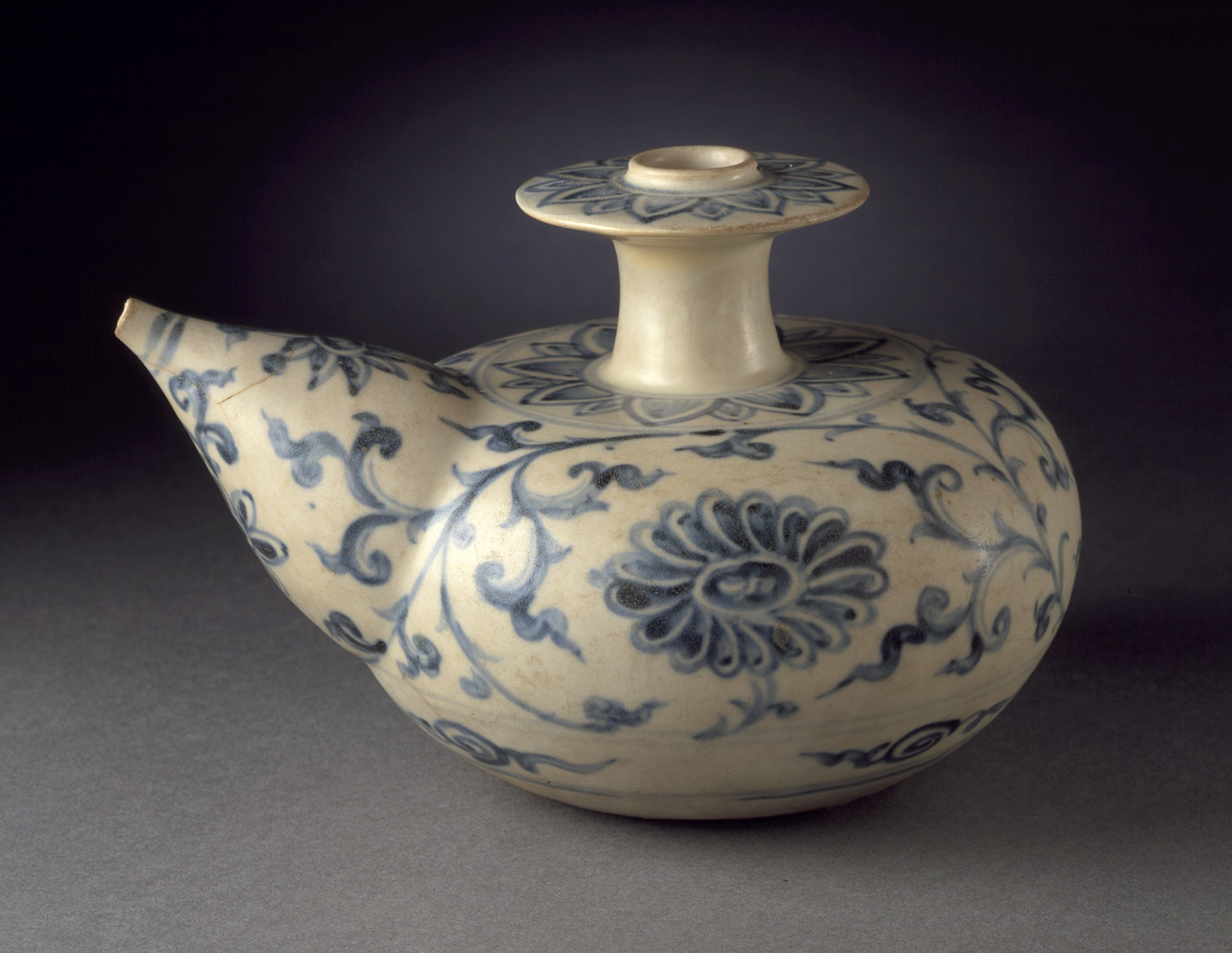
Vietnam, Steinzeug mit Unterglasurbemalung, 1400 bis 1600, Los Angeles County Museum of Art
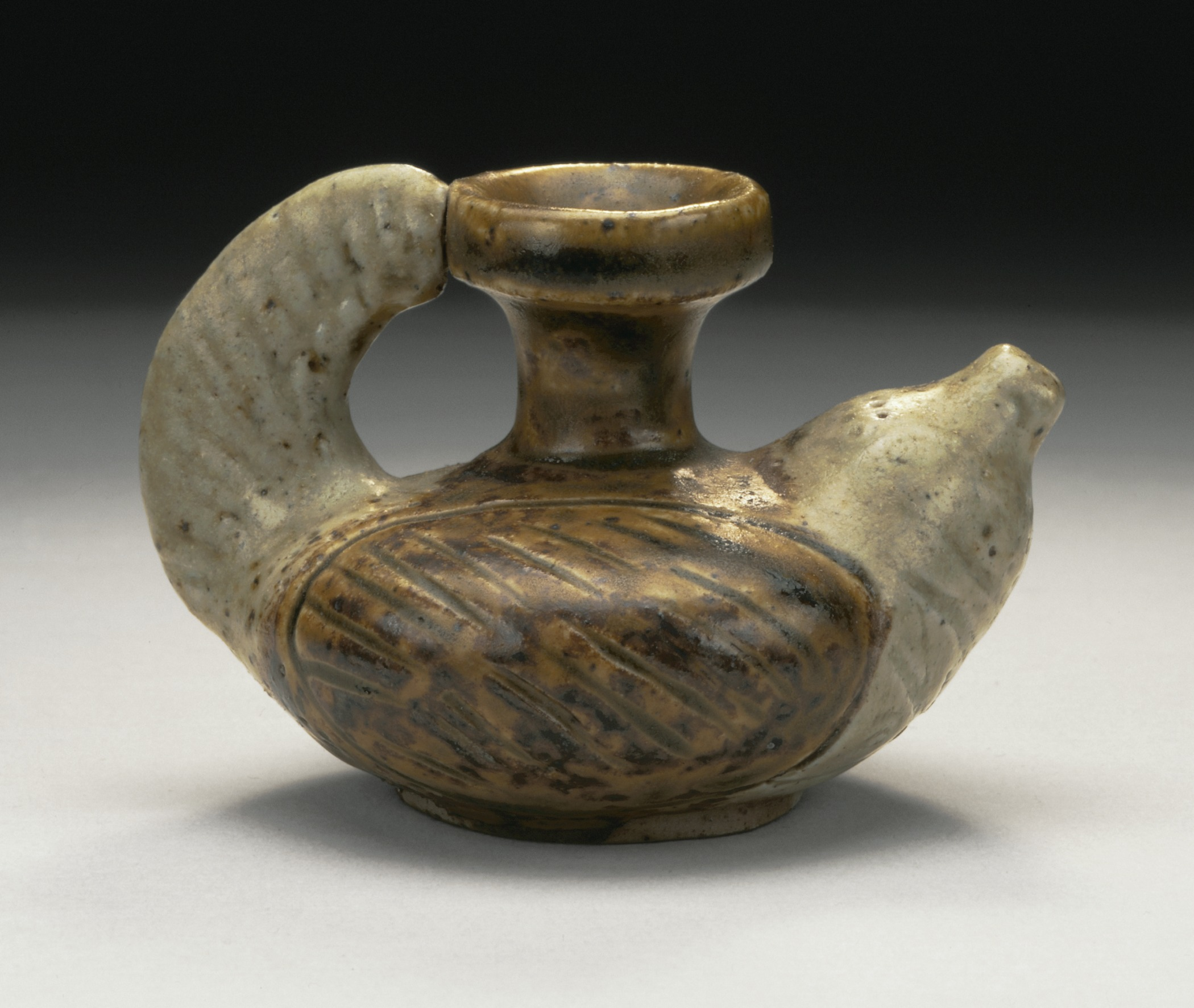
Thailand, Glasiertes Steinzeug, 16. Jh., Los Angeles County Museum of Art
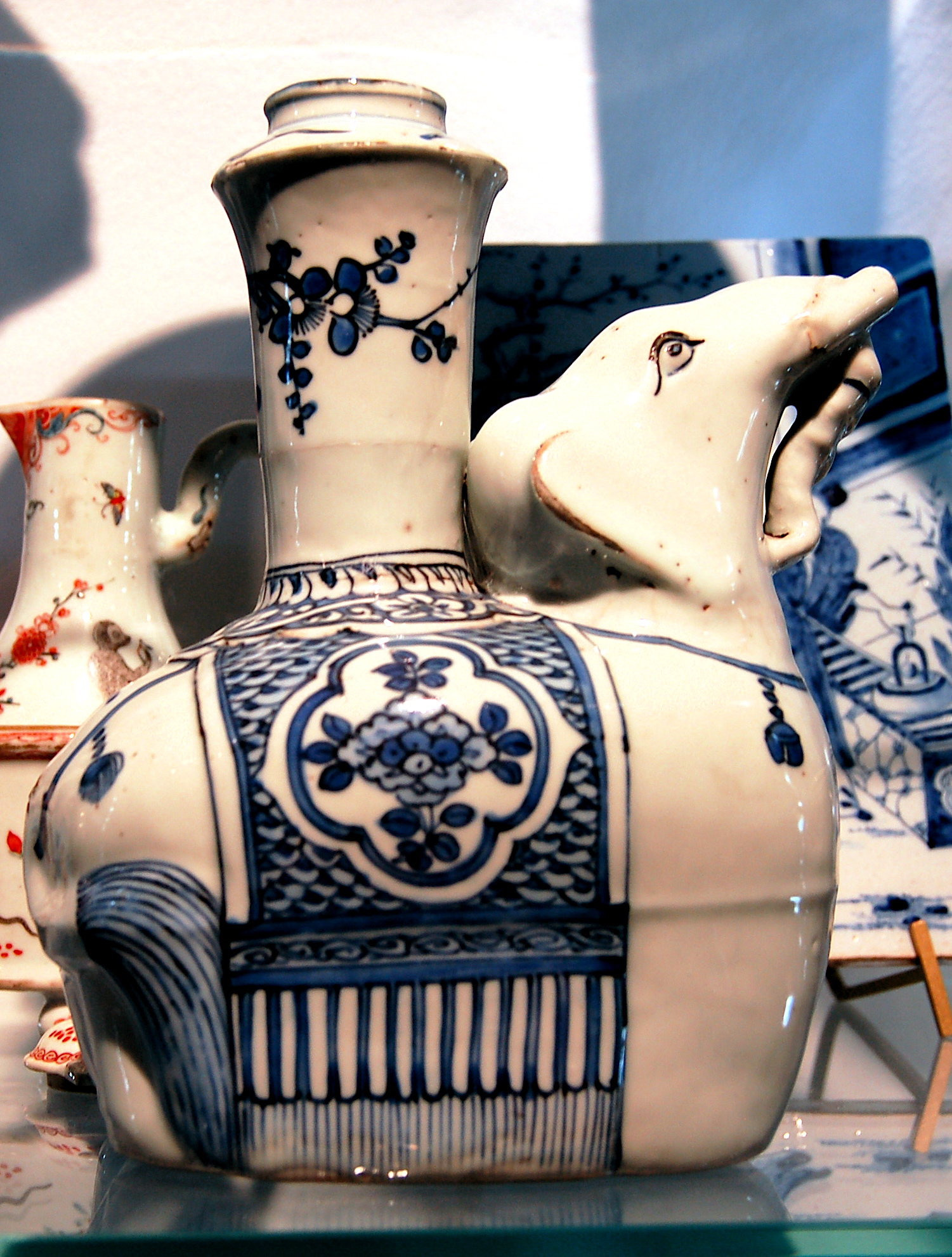
China, Porzellan, 1590 bis 1600, Zeeuws Museum, Middelburg
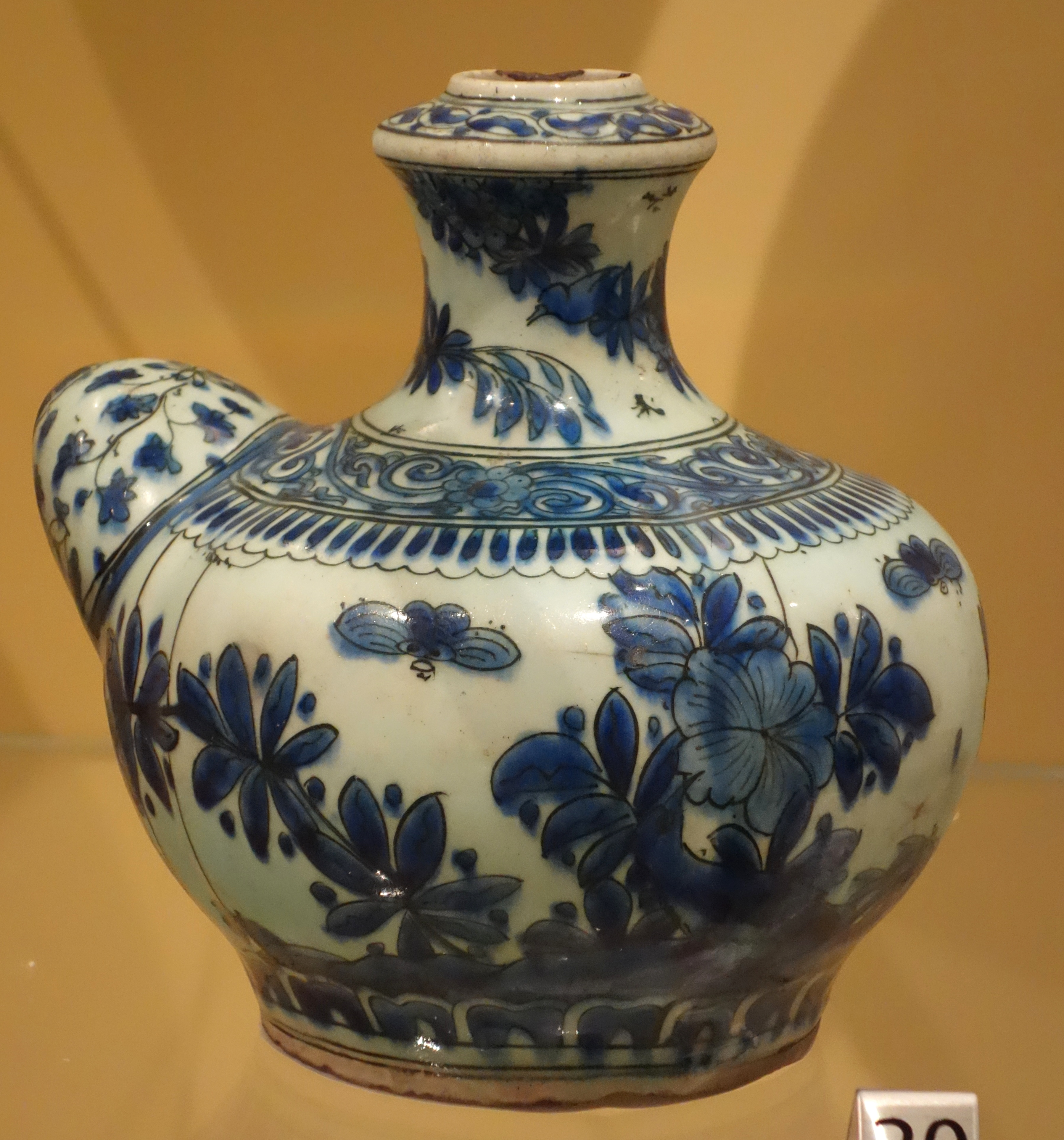
Iran, Steinzeug mit Unterglasurbemalung, Frühes 17. Jahrhundert, Royal Ontario Museum, Toronto

## Jüngere Untersuchungen, offene Fragen
Kendis und Kundikas wurden vermutlich ursprünglich zu rein sakralen Zwecken aus kostbaren Edelmetallen angefertigt. Erst die Töpfereitechnologie ermöglichte eine Massenproduktion für den täglichen Gebrauch, wobei die lokal zur Verfügung stehenden Tonerden genutzt wurden. Lange Zeit ging die Wissenschaft davon aus, dass der Ursprung der (metallenen) Gefäßform in Indien zu suchen sei und die Töpfereiverfahren aus China stammten (siehe oben).
Seit den 1990er Jahren wird diese Theorie in der Forschung zunehmend angezweifelt. Die indonesische Wissenschaftlerin Djaliati Sri Nugrahani warf 1996 – nachdem sie entsprechende ethnographische, archäologische und religionswissenschaftliche Daten ausgewertet hatte – die Frage auf, ob die etymologische Quelle allein ein ausreichender Grund sein könne, den Ursprung des Kendis in Indien anzunehmen. Ferner war ihr bezüglich des angenommenen chinesischen Ursprungs der Technologie aufgefallen, dass keramische Kendis schon in Südostasien produziert worden waren, bevor chinesische Produkte dorthin gelangten. Aufgrund von Untersuchungen der Dvaravati-Kultur des sechsten bis zehnten Jahrhunderts wurde ein möglicher thailändischer Ursprung diskutiert. Weitere Untersuchungen wiesen ebenfalls auf möglicherweise indigene südostasiatische Ursprünge hin, so in Kambodscha Vietnam, Indonesien und wiederholt in Thailand. Bemerkenswert ist in diesem Zusammenhang auch, dass es in China selbst nie eine große Verbreitung des Kendis gegeben hat, die Gefäße wurden nahezu ausschließlich für den Export in die südostasiatischen Staaten produziert, in denen eine entsprechende Nachfrage bestand. Es wird noch vieler weiterer Untersuchungen bedürfen, den Ursprung und die Entwicklungsgeschichte des Kendis umfassend zu klären.

## Kundika
Die Kundika, die mögliche Vorläuferin des Kendis, unterscheidet sich von diesem in Handhabung und Form. Der Funktionsuntserschied besteht darin, dass bei der Kundika der Mund des Halses zum Ausgießen oder Trinken benutzt wird, der Schnabel hingegen zum Einfüllen der Flüssigkeit, also genau umgekehrt als beim Kendi. Der Körper ist nicht rundlich, sondern länglich-oval. Der Hals ist wesentlich länger und die flanschartigen Manschette zum Schutz vor herabrinnender Flüssigkeit befindet sich mittig zwischen Öffnung und Körper. Der Schnabel ist leicht verkürzt, teilweise abgewinkelt und im Öffnungsdurchmesser erweitert. Bei manchen Kundikas wurde ganz auf den Schnabel verzichtet und stattdessen ein einfaches Loch an der Schulter des Gefäßes angebracht.

Kundikas verschiedener Zeiten, Materialien und Länder
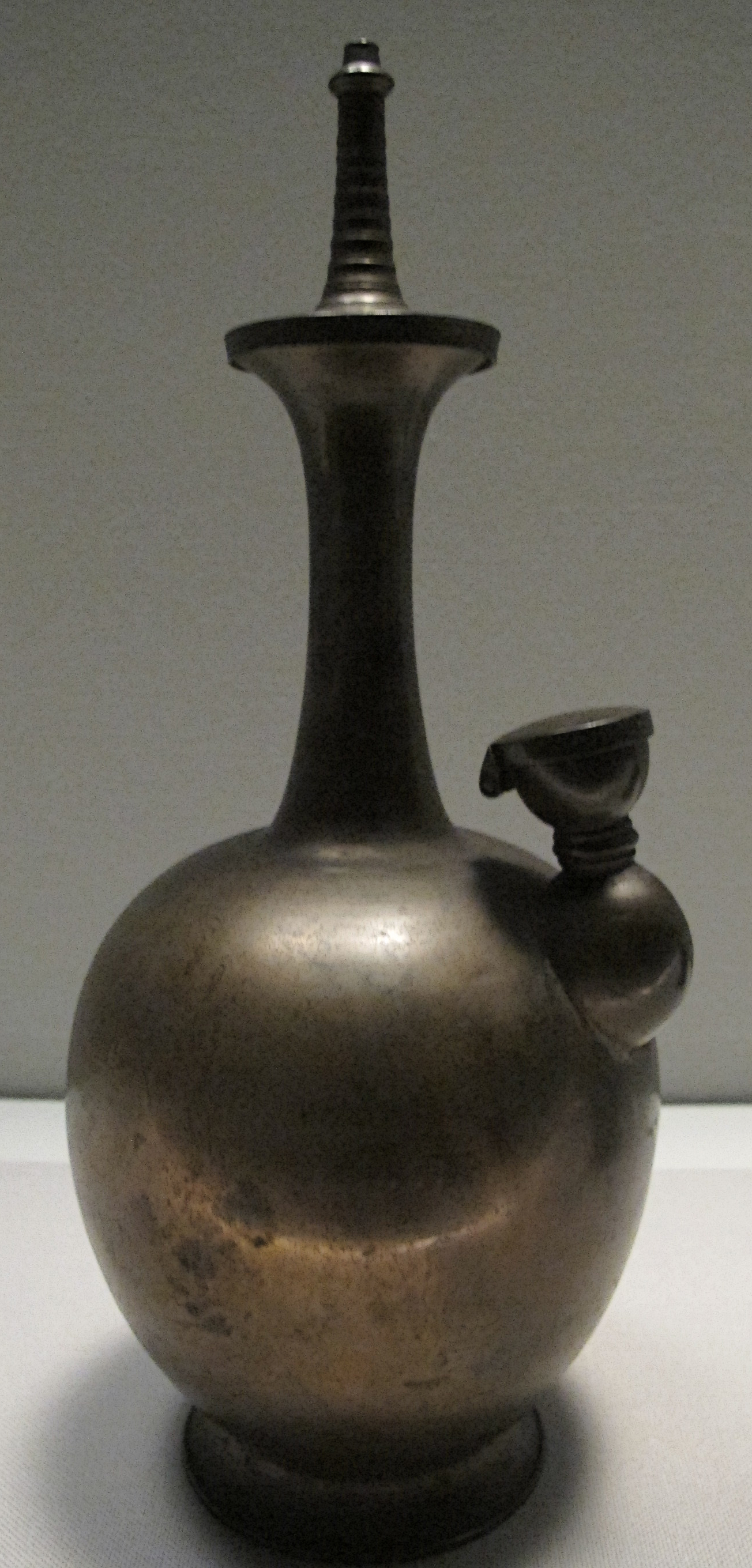
Japan, Metall, 7./8. Jahrhundert,[8] Nationalmuseum Tokio, „Wichtiges Kulturgut Japans“
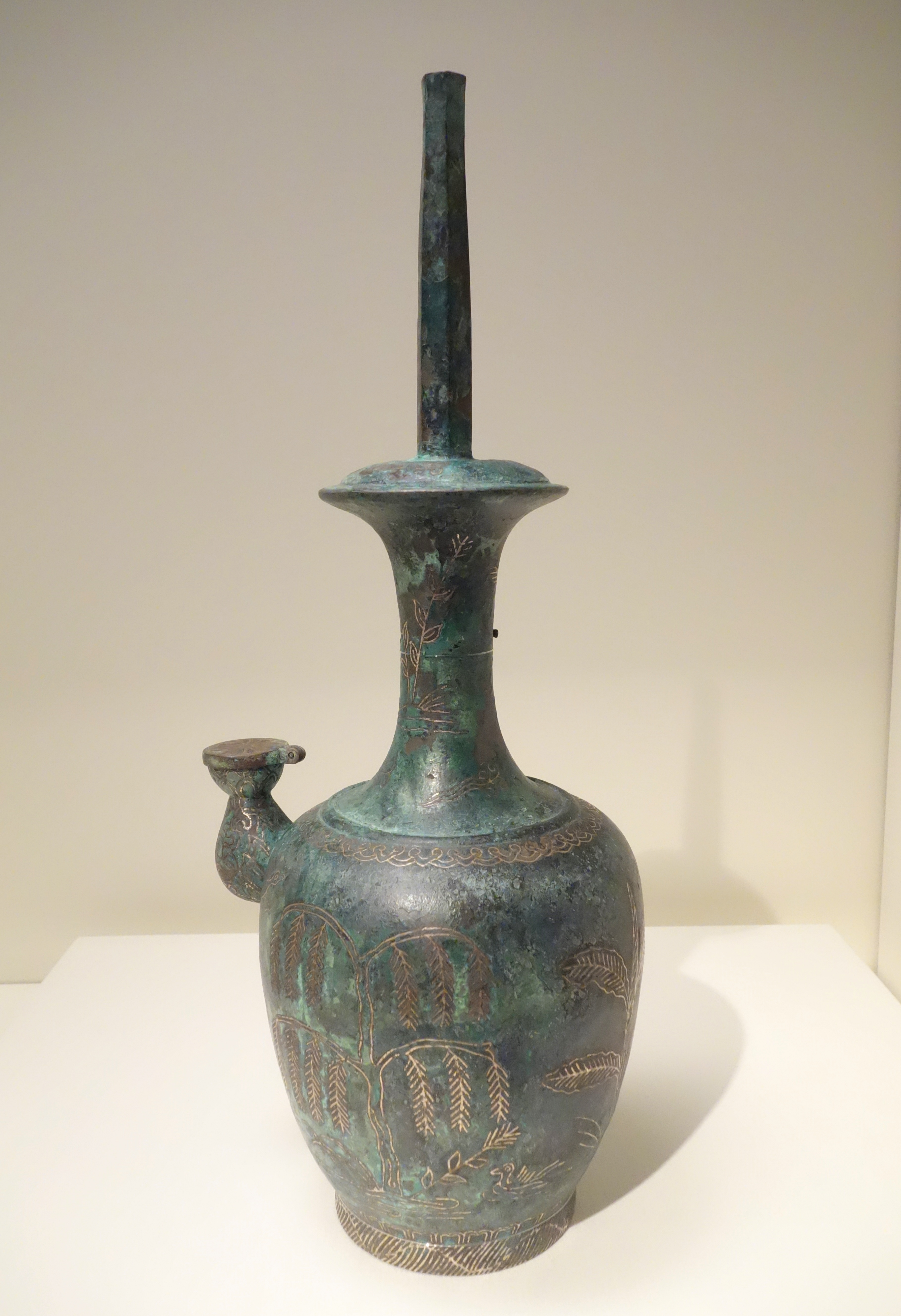
Korea, Bronze mit Silber, 1000 bis 1100, Asian Art Museum, San Francisco
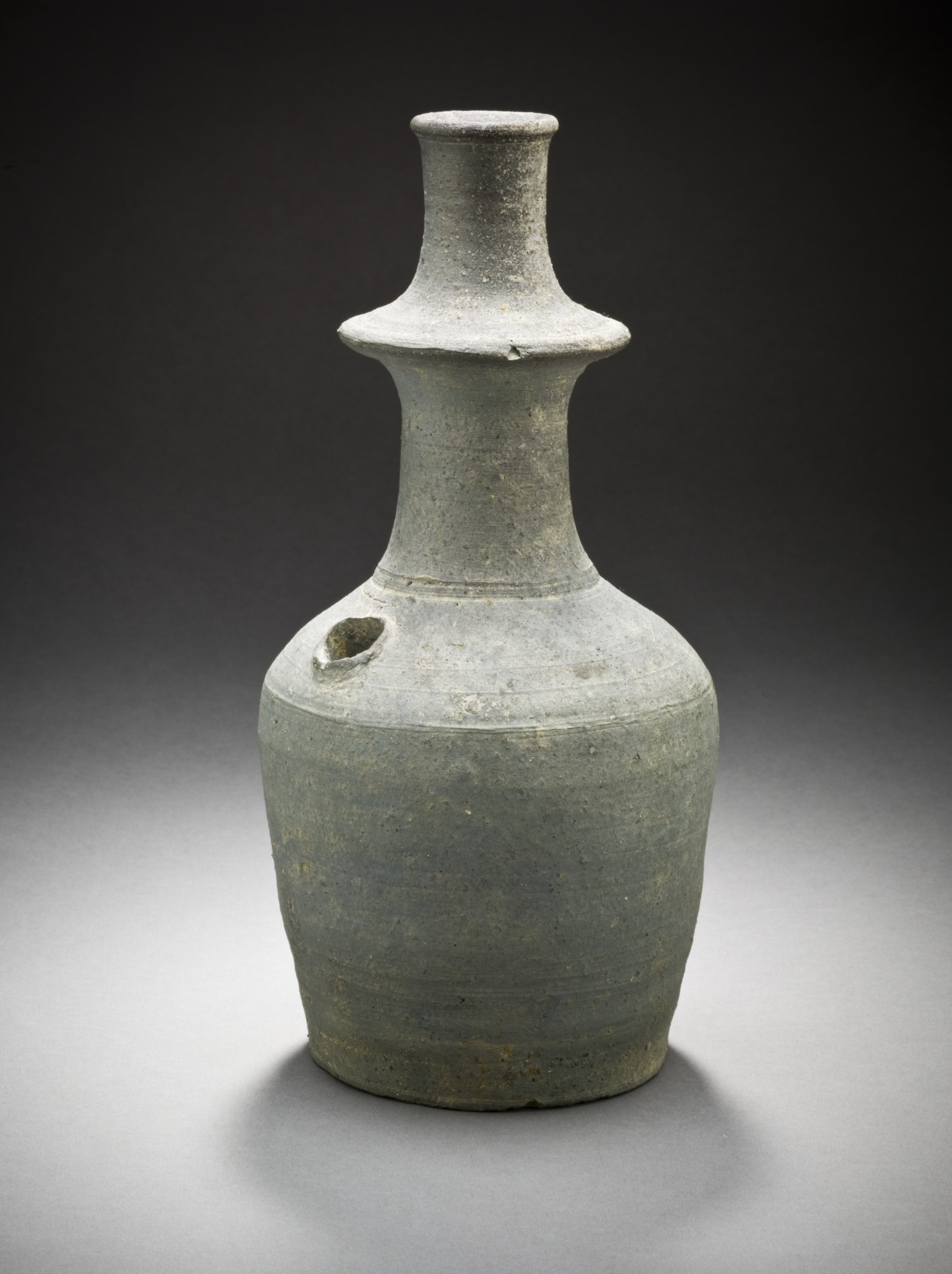
Korea, Steinzeug, 10. bis 12. Jahrhundert, Los Angeles County Museum of Art
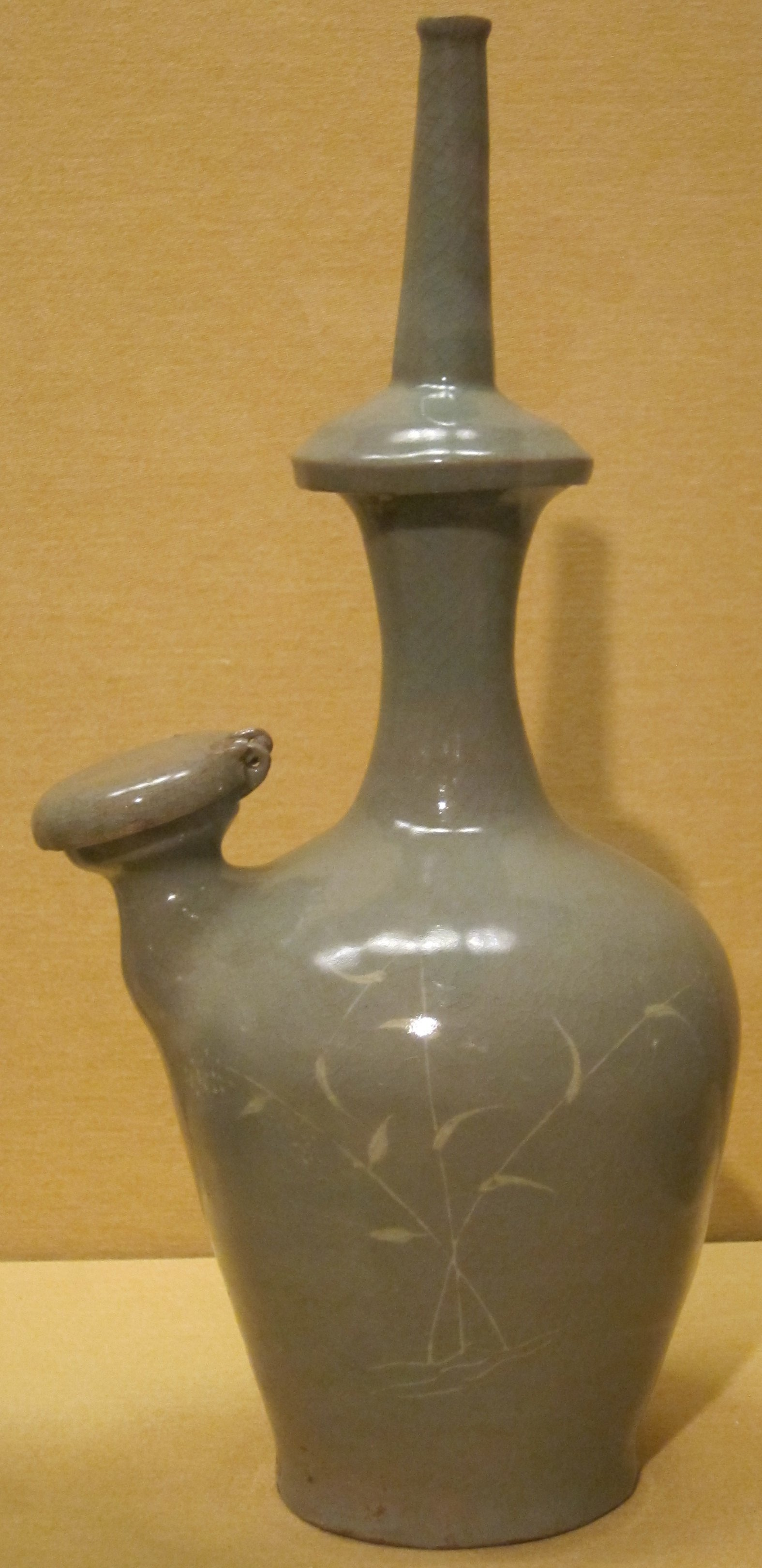
Korea, Celadonkeramik, Spätes 12. Jahrhundert, Honolulu Museum of Art
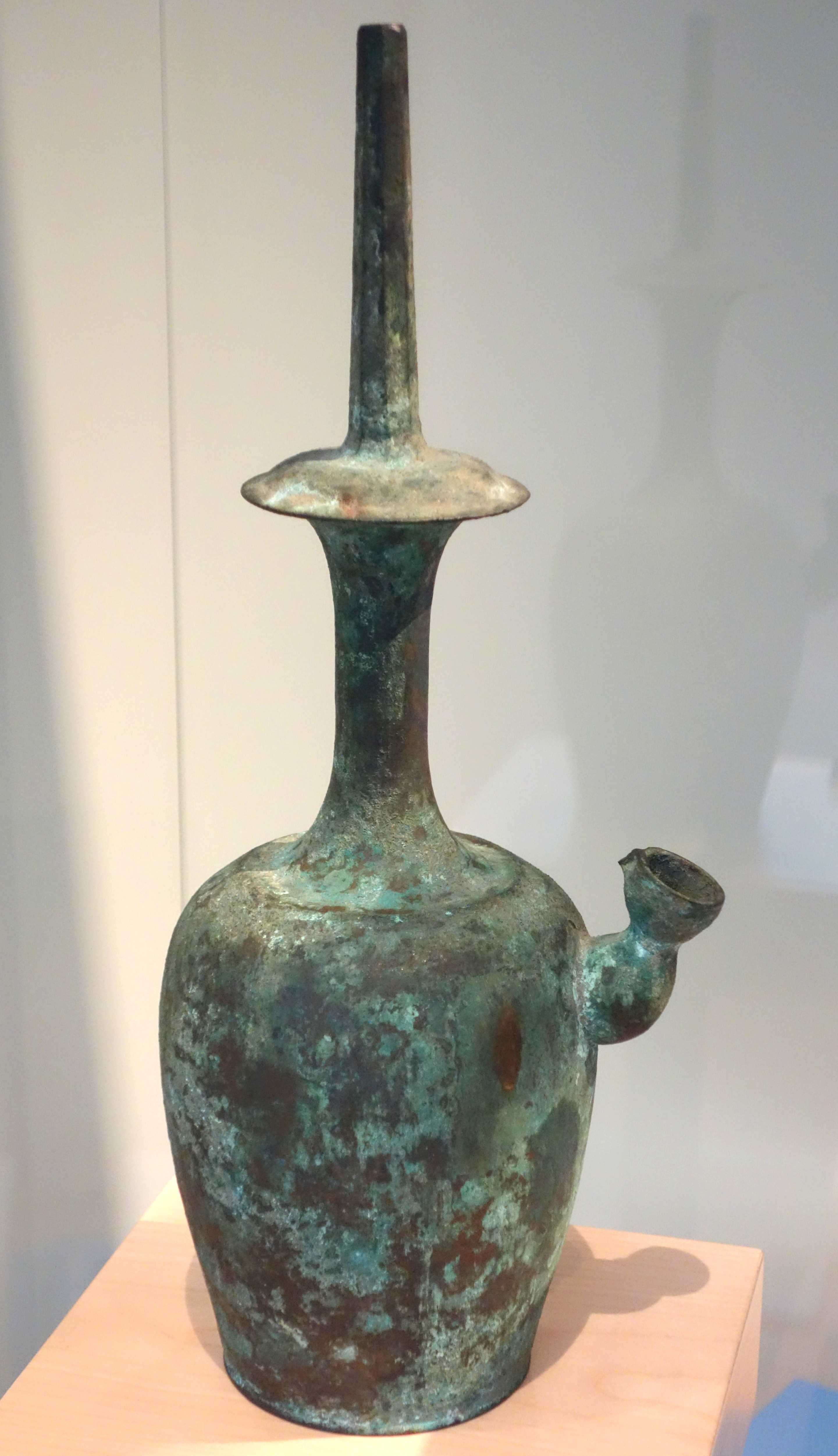
Korea, patinierte Bronze, 12. bis 13. Jahrhundert, Royal Ontario Museum
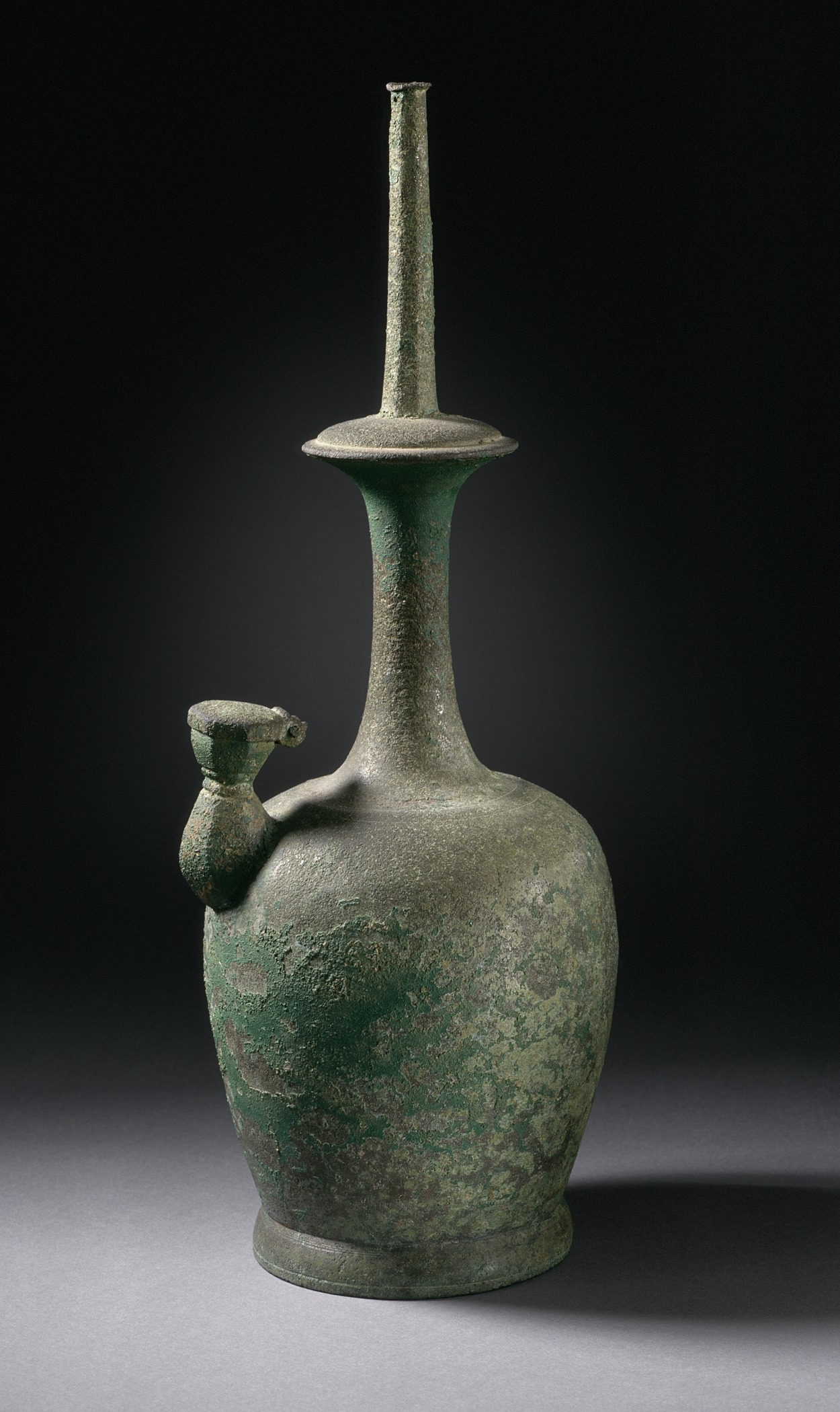
Korea, patinierte Bronze, 13. bis 14. Jahrhundert, Los Angeles County Museum of Art